# Barbera del Monferrato (DOC)
Le Barbera del Monferrato est un vin rouge italien de la région Piémont doté d'une appellation DOC depuis le 9 janvier 1970. Seuls ont droit à la DOC les vins rouges récoltés à l'intérieur de l'aire de production définie par le décret.

## Aire de l'appellation
Les vignobles autorisés se situent en province d'Asti et en province d'Alexandrie dans les communes Acqui Terme, Agliano Terme, Albugnano, Alfiano Natta, Alice Bel Colle, Altavilla Monferrato, Antignano, Aramengo, Asti, Azzano d'Asti, Baldichieri d'Asti, Belforte Monferrato, Belveglio, Bergamasco, Berzano di San Pietro, Bistagno, Borgoratto Alessandrino, Bruno, Bubbio, Buttigliera d'Asti, Calamandrana, Calosso, Camerano Casasco, Canelli, Cantarana, Capriata d'Orba, Capriglio, Carentino, Carpeneto, Cartosio, Casasco, Casorzo, Cassinasco, Cassine, Cassinelle, Castagnole Monferrato, Castagnole delle Lanze, Castel Boglione, Castel Rocchero, Castell'Alfero, Castellero, Castelletto Molina, Castelletto d'Erro, Castelletto d'Orba, Castello di Annone, Castelnuovo Belbo, Castelnuovo Bormida, Castelnuovo Calcea, Castelnuovo Don Bosco, Cavatore, Celle Enomondo, Cerreto d'Asti, Cerro Tanaro, Cessole, Chiusano d'Asti, Cinaglio, Cisterna d'Asti, Coazzolo, Cocconato, Corsione, Cortandone, Cortanze, Cortazzone, Cortiglione, Cossombrato, Costigliole d'Asti, Cremolino, Cunico, Denice, Frascaro, Gamalero, Grognardo, Lerma, Malvicino, Melazzo, Mercenasco, Molare, Montaldeo, Montaldo Bormida, Montechiaro d'Acqui, Morbello, Morsasco, Orsara Bormida, Ovada, Pareto, Ponti, Ponzone, Prasco, Predosa, Ricaldone, Rivalta Bormida, Rocca Grimalda, Sezzadio, Silvano d'Orba, Spigno Monferrato, Strevi, Tagliolo Monferrato, Terzo, Trisobbio et Visone
La superficie plantée en vignes est de 2 396 hectares.
Le vin rouge du Barbera del Monferrato répond à un cahier des charges moins exigeant que le Barbera del Monferrato superiore, essentiellement en relation avec le titre alcoolique et le vieillissement.

## Caractéristiques organoleptiques
- Couleur : rouge rubis plus ou moins intense
- Odeur : vineux
- Saveur : sec ou légèrement moelleux, moyennement corsé, parfois vif ou pétillant

## Production
Province, saison, volume en hectolitres :
- Alessandria  (1990/91)  70499,32
- Alessandria  (1991/92)  63892,19
- Alessandria  (1992/93)  58561,69
- Alessandria  (1993/94)  65970,84
- Alessandria  (1994/95)  61785,77
- Alessandria  (1995/96)  65520,0
- Alessandria  (1996/97)  71496,63
- Asti  (1990/91)  32420,87
- Asti  (1991/92)  39074,2
- Asti  (1992/93)  29258,74
- Asti  (1993/94)  30264,68
- Asti  (1994/95)  22768,83
- Asti  (1995/96)  60287,1
- Asti  (1996/97)  57873,13